# Franziska Bruder
Franziska Bruder (* 1965) ist eine deutsche Historikerin, Autorin und Gewerkschafterin. Ihre Themenschwerpunkte sind Nationalismus, Rassismus und Antisemitismus in Polen und der Ukraine, jüdischer Widerstand sowie gewerkschaftliches Organizing.

## Leben
Bruder ist in West-Berlin aufgewachsen.
Sie promovierte 2005 an der TU Berlin mit einer historischen Dissertationsschrift zur „Organisation Ukrainischer Nationalisten“ zwischen 1929 und 1948, die sie 2007 als Monographie veröffentlichte.
Beruflich ist sie für die Vereinte Dienstleistungsgewerkschaft (ver.di) als Gewerkschaftssekretärin tätig. Sie war unter anderem in den Bereichen Genossenschaftsbanken, Krankenhäuser, Telekommunikation/IT, Kurier-Express-Dienste, Post, Einzel- und Versandhandel, Sozial- und Erziehungsdienste und Sicherheits- und Wachdienste zuständig.
Sie engagiert sich für die „Lagergemeinschaft Ravensbrück/Freundeskreis e.V.“ mit historischen wie aktuellen erinnerungspolitischen Beiträgen zu polnischen Inhaftierten des KZ Ravensbrück und in der VVN-BdA Berlin-Lichtenberg.

## Werk

### Fluchten von Deportationszügen
Bruder dokumentiert und analysiert Fluchten von Jüdinnen und Juden von Deportationszügen aus dem Generalgouvernement und dem Bezirk Bialystok im deutsch besetzten Polen in die Vernichtungslager Treblinka, Belzec und Sobibor zwischen März 1942 und Sommer 1943 im Rahmen der „Aktion Reinhardt“. Damit ergänzt sie Forschungen zu Fluchten von Deportationszügen um Zeugnisse von 135 Menschen, die sich nicht der NS-Vernichtung gebeugt haben. Sie plädiert für die Erweiterung des Widerstandsbegriffs um Fluchten und breche mit dem Narrativ jüdischer Opfer.

## Veröffentlichungen

### Bücher
- Mit Heike Kleffner: … die Erinnerung darf nicht sterben. Barbara Reimann – Eine Biografie aus acht Jahrzehnten Deutschland. 1999, Unrast Verlag, Hamburg/Münster, ISBN 978-3-89771-802-9.
- Stanislaw Wygodzki. Pole, Jude, Kommunist, Schriftsteller. 2003, Unrast Verlag, Hamburg/Münster, ISBN 978-3-89771-812-8.
- „Den ukrainischen Staat erkämpfen oder sterben!“ Die Organisation ukrainischer Nationalisten (OUN) 1929–1948. 2007, Metropol, Berlin, ISBN 978-3-938690-33-8.
- „Hunderte solcher Helden“. Der Aufstand jüdischer Gefangener im NS-Vernichtungslager Sobibór. 2013, Unrast Verlag, Hamburg/Münster. ISBN 978-3-89771-822-7.
- Das eigene Schicksal selbst bestimmen. Fluchten aus den Deportationszügen der „Aktion Reinhardt“ in Polen. 2019, Unrast Verlag, Hamburg/Münster, ISBN 978-3-89771-826-5.

### Herausgeberschaft
- Mit Tanja Kinzel und Andrea Rudorff: Polnische Frauen in Ravensbrück – Biografische Skizzen zur Vielfalt der Verfolgungshintergründe und der erlebten Erfahrungen. Lagergemeinschaft Ravensbrück – Freundeskreis e.V., 2021.[5]

### Buchübersetzung
- Rachel Margolis: Als Partisanin in Wilna. Erinnerungen an den jüdischen Widerstand in Litauen. Fischer Taschenbuch, Frankfurt 2008, ISBN 978-3-596-17343-3.

### Artikel
- Organizing beruht auf (wechselseitigem) Respekt. Erfahrungen aus dem Organizing-Projekt in Hamburg. In: Peter Bremme/Ulrike Fürniß/Ulrich Meinecke (Hrsg.): Never work alone. Organizing – ein Zukunftsmodell für Gewerkschaften. VSA Verlag, Hamburg, 2007, ISBN 978-3-89965-239-0, S. 240–255.
- Strasti za Banderoju (‘Bandera Passion’). In: Defending History. 20. November 2011 (defendinghistory.com).
- Die jüdischen Aufständischen im NS-Vernichtungslager Sobibor und der Partisanenkampf. Ein Fallbeispiel für das Gebiet um Parczew/Wlodawa und Brest. In: Partisanen im Zweiten Weltkrieg. Der Slowakische Nationalaufstand im Kontext der europäischen Widerstandsbewegungen. Vandenhoeck & Ruprecht, Göttingen 2017, ISBN 978-3-525-37315-6.
- „Skoczkowie” – ucieczki z pociągów deportacyjnych na przykładzie getta białostockiego: warunki, uczestnicy i praktyki. „Jumpers“ – Flucht aus Deportationszügen am Beispiel des Ghettos von Białystok: Bedingungen, Beteiligte und Praktiken. In: Zagłada Żydów. Studia i Materiały. Band 18, doi:10.32927/zzsim.956 (polnisch, academia.edu).
- Der Aufstand in Sobibór: Ziele – Organisation – Akteure. In: Jüdischer Widerstand in Europa Grundlagen, Formen, Netzwerke. BeBra Wissenschaft Verlag, Berlin 2024, ISBN 978-3-95410-333-1, S. 39–62.
- Nach dem Aufstand im Warschauer Ghetto Strukturen und Organisationsformen des jüdischen Untergrunds ab Mai 1943. In: Einsicht. Bulletin des Fritz Bauer Instituts. Band 16, Nr. 25, 2024, S. 28–37 (fritz-bauer-institut.de [PDF]).